# 北票南站
北票南站，位于中华人民共和国辽宁省朝阳市北票市大板镇金岭寺村，是锦承铁路上的火车站，建于1924年，由沈阳铁路局管辖。

## 車站周邊
- 大板农村信用社营业厅
- 大板镇中心小学

## 歷史
- 建于1924年，初期命名为金岭寺站。
- 1996年，更名为北票南站。
- 2008年，新站房落成投入使用。
- 2019年11月，停办客运业务。

## 外部連結
- 中国铁路客户服务中心（页面存档备份，存于）